# Ishu Patel
Ishu Patel (* 20. April 1942 in Jalsan, Gujarat, Indien) ist ein indisch-kanadischer Animator. Er war von 1972 bis 1998 als Animator am National Film Board of Canada aktiv und erlangte durch seine innovativen Animationstechniken unter anderem mit Perlen und unterleuchteter Knetmasse sowie dem vielfältigen Einsatz von Licht in seinen Filmen internationale Bekanntheit. Patel erhielt zahlreiche Auszeichnungen und war zwei Mal für einen Oscar nominiert.

## Leben
Patel wuchs als Sohn einer Bauernfamilie im Dorf Jalsan in einfachen Verhältnissen auf, so gab es weder Elektrizität noch Radio. Er studierte ab 1959 Grafikdesign an der Fakultät der Bildenden Künste der Maharaja Sayajirao University of Baroda im heutigen Vadodara und schloss sein Studium 1963 mit einem Bachelor of Fine Arts ab. Anschließend wurde er von Gira Sarabhai als Post Graduate an das neugegründete National Institute of Design in Ahmedabad geholt und beendete sein Post-Graduate-Studium mithilfe eines Stipendiums der Ford Foundation an der Allgemeinen Gewerbeschule in Basel. Patel kehrte anschließend als Dozent an das NID zurück und wurde Leiter der Fakultät für Visuelle Kommunikation des NID. In dieser Zeit kam er erstmals mit Animationsfilmen in Kontakt, so wurden den Studenten am NID Kurzanimationsfilme des National Film Board of Canada (NFB) gezeigt. Rückblickend bezeichnete Patel dies als Inspiration, da er erkannte, dass Animationskurzfilme von einer Person allein geschaffen werden konnten. Erste Experimente im Animationsfilmbereich führte Patel bereits am NID durch.
Patel, der zwischenzeitlich auch Höheres Grafikdesign an der Allgemeinen Gewerbeschule in Basel studiert hatte, erhielt 1968 ein Stipendium der Rockefeller-Stiftung für ein Animationsstudium in den USA, schob es jedoch auf und ging stattdessen 1970 für ein Jahr als Student an das kanadische NFB, wo sein Vorbild Norman McLaren arbeitete. Patels Filmdebüt wurde 1971 der Animationskurzfilm How Death Came to Earth, in dem er ein indisches Volksmärchen verarbeitete. Im Jahr 1972 verließ Patel das NID endgültig und kam fest an das NFB, wo er sich von 1972 bis 1974 vor allem animierten Aufklärungskurzfilmen über Pubertät und Verhütung widmete. Erst 1975 wandte er sich mit Perspectrum erneut dem animierten Kurzspielfilm zu.
Seinen für die folgenden Filme typischen Animationsstil mit dem künstlerischen Einsatz von Licht entwickelte er erstmals 1977 in dem Kurzfilm The Bead Game, einem aufwändig mit tausenden Glasperlen in Stop-Motion animierten Kurzfilm, der die zerstörerischen Kräfte der Evolution bis zum heutigen Tag zeigte. Nicht zuletzt war Patels Ziel wie in allen seinen Filmen auch eine politische und sozialkritische Aussage, wandte er sich mit dem Film doch gegen die Unruhen zwischen Indien und Pakistan und den drohenden atomaren Krieg im Zuge des Kalten Kriegs. Für den Film erhielt er 1978 eine Oscarnominierung in der Kategorie Bester animierter Kurzfilm sowie einen BAFTA.
Ein Sachbuch von Elisabeth Kübler-Ross über Nahtoderfahrungen inspirierte Patel zu seinem nächsten Animationsfilm Afterlife. Zufällig entdeckte Patel während der Arbeit am Film die Lichteffekte hinter- oder unterleuchteter Knetmasse, die je nach Dicke der Masse unterschiedlich ausfallen. Er setzte diese Animationstechnik erstmals bei Afterlife um und nutzte sie auch für seinen Film Top Priority nach einer afrikanischen Kurzgeschichte. „Seine Animationen mit Knetfiguren, die raffiniert von unten ausgeleuchtet werden, bringen den geheimnisvollen und wechselhaften Charakter, der seine Fabeln auszeichnet, zur Perfektion“, so Animation Now!. Im oscarnominierten Animationsfilm Paradise wurden unter anderem durchbohrte Hintergründe hinterleuchtet, um so aufwändige Lichtmuster zu schaffen. Erst acht Jahre später veröffentlichte Patel seinen nächsten Animationsfilm Divine Fate, bei dem er mit Kameramann Pierre Landy zusammenarbeitete und neue Animationsmöglichkeiten mit Licht einsetzte.
Im Jahr 1998 verließ Patel das NFB und arbeitet seither in seinem eigenen Studio Image par Image in Kingston, Ontario, als Animator an verschiedenen Spiel- und Dokumentarfilmen unter anderem für die japanische NHK und den britischen Channel Four. Für die von CBC produzierte französischsprachige Version der Sesamstraße steuerte Patel über 100 Segmente bei. Zudem schuf er Werbefilme unter anderem für United Airlines und Nippon Oil. Bereits in den 1970er-Jahren hatte er für die kanadische Regierung Clips zur Einkommensteuer angefertigt und war als Designer unter anderem mehrfach für die Jahreslogos des Ottawa International Animation Festival zuständig gewesen.
Patel war von 1998 bis 2001 Professor für experimentelle Animation am Department of Animation and Digital Arts der University of Southern California in Los Angeles. Zudem lehrte er als Gastprofessor an der School of Art, Design and Media der Nanyang Technological University in Singapur. Er ist Mitglied der Academy of Motion Picture Arts and Sciences.

## Filmografie (Auswahl)
- 1971: How Death Came to Earth
- 1974: Perspectrum
- 1974: About VD
- 1974: About Puberty and Reproduction
- 1974: About Conception and Contraception
- 1975: Perspectrum
- 1977: The Bead Game
- 1978: Afterlife
- 1979: Moi je pense – nur Animation
- 1982: Top Priority
- 1985: Paradise
- 1993: Divine Fate
- 1993: The Tibetan Book of the Dead (TV-Miniserie) – nur Animation
- 1994: The Tibetan Book of the Dead: The Great Liberation – nur Animation
- 1995: Another Earth | Whales – nur Animation

## Auszeichnungen (Auswahl)
- 1978: Oscarnominierung, Bester animierter Kurzfilm, für The Bead Game
- 1978: BAFTA, Best Short Fictional Film, für The Bead Game
- 1978: Montréal Grand Prize, Kurzpreis, des Montréal World Film Festival für Afterlife
- 1979: Cristal d’Annecy des Festival d’Animation Annecy für Afterlife
- 1982: Genie-Award-Nominierung, Bester Kurzfilm, für Top Priority
- 1985: Oscarnominierung, Bester animierter Kurzfilm, für Paradise
- 1985: Silberner Bär, Bester Kurzfilm, der Berlinale 1985 für Paradise
- 1986: Genie-Award-Nominierung, Bester animierter Kurzfilm, für Paradise
- 1986: Award of Merit des Ottawa International Animation Festival für Paradise
- 1994: UNICEF Prize des Ottawa International Animation Festival für Divine Fate